# Lars Solenius
Lars Solenius, döpt 24 september 1732 i Sollentuna, död 1 maj 1779 i Johannes församling, var maskinmästare vid Operan och dessförinnan snickarmästare vid Drottningholmsteatern. Solenius var Kungliga Operans första maskinist från dess invigning 1773 och fram till sin död 1779. Han har av sin samtid tillmätts stor betydelse för omvandlingen av bollhuset till Opera 1772–1773.

## Biografi
Solenius anlitades som snickargesäll den 14 april 1752 hos Johan Wolff d.y. och lärde sig därigenom snickaryrket under de fyra år han stannade där. Wolff var anlitad som mästare vid Ulriksdals slott när dess ridhus inreddes till teater 1753. Det är därför högst sannolikt att Solenius var lärling vid Ulriksdal och på så sätt lärde sig att bygga teater och maskineri enligt den tidens ideal, något han kom att ha nytta av i sin fortsatta yrkesutövning. Solenius lämnade föräldrahemmet i Kummelby i Sollentuna - beläget i närheten av Ulriksdal - senast 1752 och fanns inte skriven där längre.
Den 24 oktober 1759 gifte sig Lars Solenius och titulerades då handsnickare med namnet Solenius. Tjänst som snickare hade han vid Drottningsholmsteatern.
När Drottningsholmsteatern brann 25 augusti 1762 - mitt under pågående föreställning - var Solenius en av de närvarande på plats och tillhörde den kvartett personer som försökte forcera dörren till den så kallade oljekammaren på vinden där branden först började. När elden var lös sprang teaterns maskinist Donato Stopani tillsammans med slottsbyggmästaren Georg Fröman och snickarna Lars Solenius samt Anders Söderbom uppför trapporna till kammaren till dess dörr, som var låst. Dessa fyra försökte då bryta sig in i kammaren med hjälp av en pik, men strax kom den gesäll som bar på nycklarna till rummet och kunde släppa in gruppen. Då brann redan golv och tak och gruppens försök att släcka elden var fruktlösa. Teatern brann ner till grunden. Solenius förhördes av slottsrätten i Stockholms län under den efterföljande processen från vars rättegång uppgifterna om händelserna härrör. Den unge gesäll som burit på nycklarna dömdes vårdslöst skyldig, fast med kung Gustav III:s ingripande fick denne en mild dom.
Solenius är en av de verkliga personer som förekommer i Per Anders Fogelströms ”Vävarnas barn” som beskriver Stockholm och dess händelser under perioden efter 1749.
I verkligheten var Solenius redan i samband med ombyggnationen av Stora Bollhuset meriterad snickare i fyrtioårsåldern med erfarenheter bland annat från Drottningholmsteatern. Det var Solenius som hade ansvar för att bygga scen och maskineri i det trånga utrymme som Stora Bollhuset hade att förfoga över.

## Familj
Solenius föddes i september 1732 och var son till båtsmannen Lars Persson Själ och Brita Matsdotter i Sollentuna Sten på Järvafältet öster om Säbysjön.
När Lars Solenius var 13 år (1745) avled modern och fadern gifte om sig med Ingrid Persdotter (1697–1760) samt flyttade med familjen till Kummelby i Sollentuna. Dessförinnan hade familjen varit bosatt i Kärrboda och Knista, båda i Sollentuna socken.
Samtliga syskon föddes i Sollentuna socken. Styvmodern Ingrid Persdotter var barnlös och några fler barn föddes inte i familjen. 
Den 24 oktober 1759 gifte sig Solenius i Adolf Fredriks (St Olofs) församling med Christina Uppman (död i november 1783).